# مجلس نواب البرازيل
مجلس نواب البرازيل (بالإنجليزية: Chamber of Deputies)‏  هو الهيئة التشريعية في البرازيل، الذي تأسس في 6 مايو 1826، ويتكون من 513 مقعدًا، وهو المجلس الأدنى في المجلس الوطني البرازيلي.

## طالع أيضًا
- المجلس الوطني البرازيلي